# Anolis luteogularis
Espèce
Synonymes
- Deiroptyx luteogularis (Noble & Hassler, 1935)
- Anolis equestris hassleri Barbour & Shreve, 1935
- Deiroptyx luteogularis hassleri (Barbour & Shreve, 1935)
- Deiroptyx luteogularis calceus (Schwartz & Garrido, 1972)
- Deiroptyx luteogularis coctilis (Schwartz & Garrido, 1972)
- Deiroptyx luteogularis delacruzi (Schwartz & Garrido, 1972)
- Deiroptyx luteogularis jaumei (Schwartz & Garrido, 1972)
- Deiroptyx luteogularis nivevultus (Schwartz & Garrido, 1972)
- Deiroptyx luteogularis sectilis (Schwartz & Garrido, 1972)
- Deiroptyx luteogularis sanfelipensis (Garrido, 1975)

Anolis luteogularis est une espèce de sauriens de la famille des Dactyloidae.

## Répartition
Cette espèce est endémique de l'Ouest de Cuba.

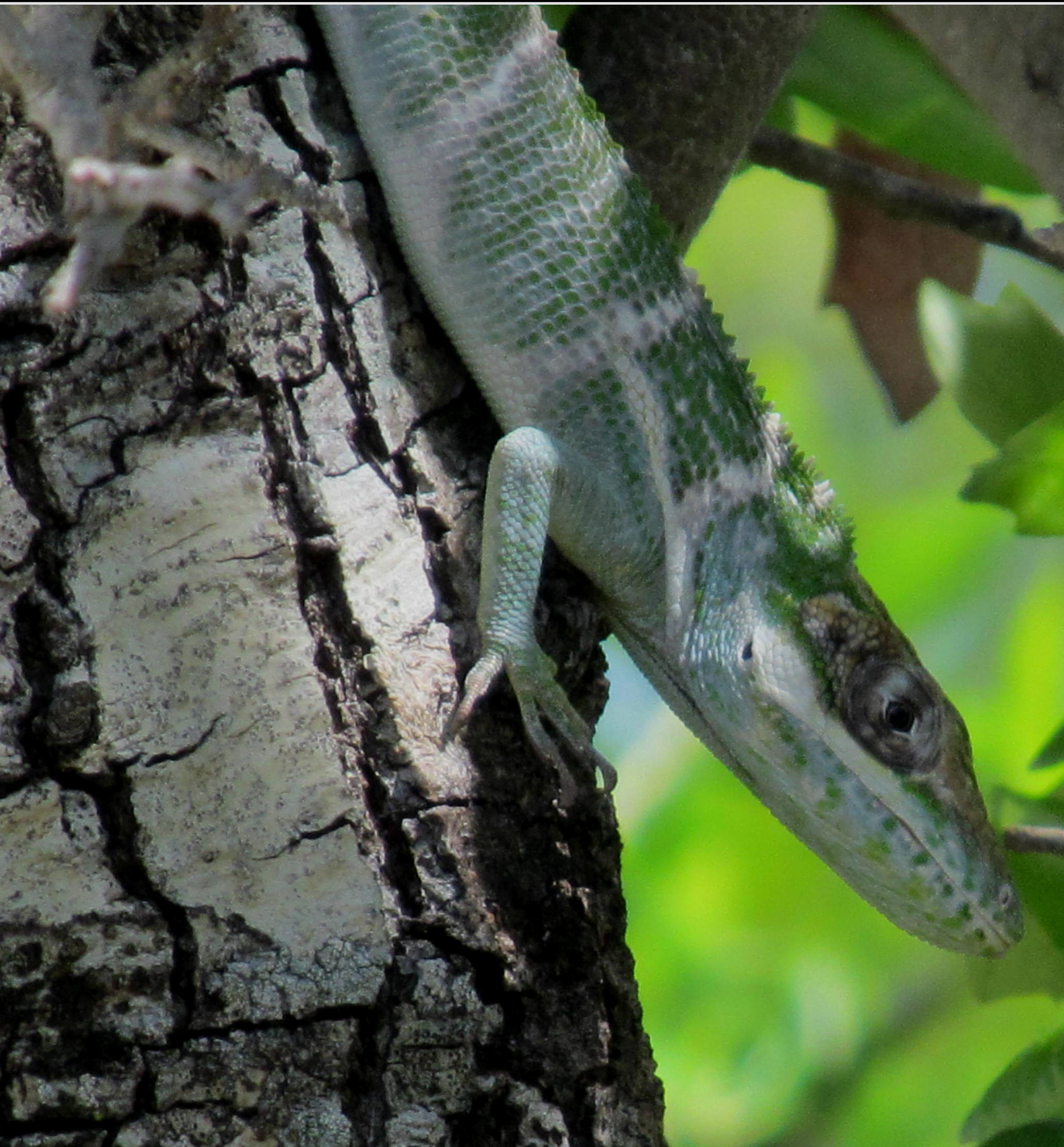

## Liste des sous-espèces
Selon The Reptile Database (18 décembre 2013) :
- Anolis luteogularis calceus Schwartz & Garrido, 1972
- Anolis luteogularis coctilis Schwartz & Garrido, 1972
- Anolis luteogularis delacruzi Schwartz & Garrido, 1972
- Anolis luteogularis hassleri Barbour & Shreve, 1935
- Anolis luteogularis jaumei Schwartz & Garrido, 1972
- Anolis luteogularis luteogularis Noble & Hassler, 1935
- Anolis luteogularis nivevultus Schwartz & Garrido, 1972
- Anolis luteogularis sanfelipensis Garrido, 1975
- Anolis luteogularis sectilis Schwartz & Garrido, 1972

## Publications originales
- Barbour & Shreve, 1935 : Notes on Cuban anoles. Occasional Papers of the Boston Society of Natural History, vol. 8, p. 249-253 (texte intégral).
- Garrido 1975 : Nuevos reptiles del Archipielago Cubano. Poeyana, no 141, p. 1-58.
- Noble & Hassler, 1935 : A new giant Anolis from Cuba. Copeia, vol. 1935, p. 113-115
- Schwartz & Garrido, 1972 : The lizards of the Anolis equestris complex in Cuba. Studies on the fauna of Curaçao and other Caribbean islands, vol. 39, no 134, p. 1-86.